# David Adeang
David Adeang (Nauru, 24 novembre 1969) è un politico nauruano dal 30 ottobre 2023 presidente di Nauru; in precedenza era stato presidente del Parlamento di Nauru nel 2008 e più volte ministro delle finanze e della giustizia.